# Sebastiano Timpanaro senior
Sebastiano Timpanaro (Tortorici, 20 gennaio 1888 – Pisa, 22 dicembre 1949) è stato un saggista italiano.

## Biografia

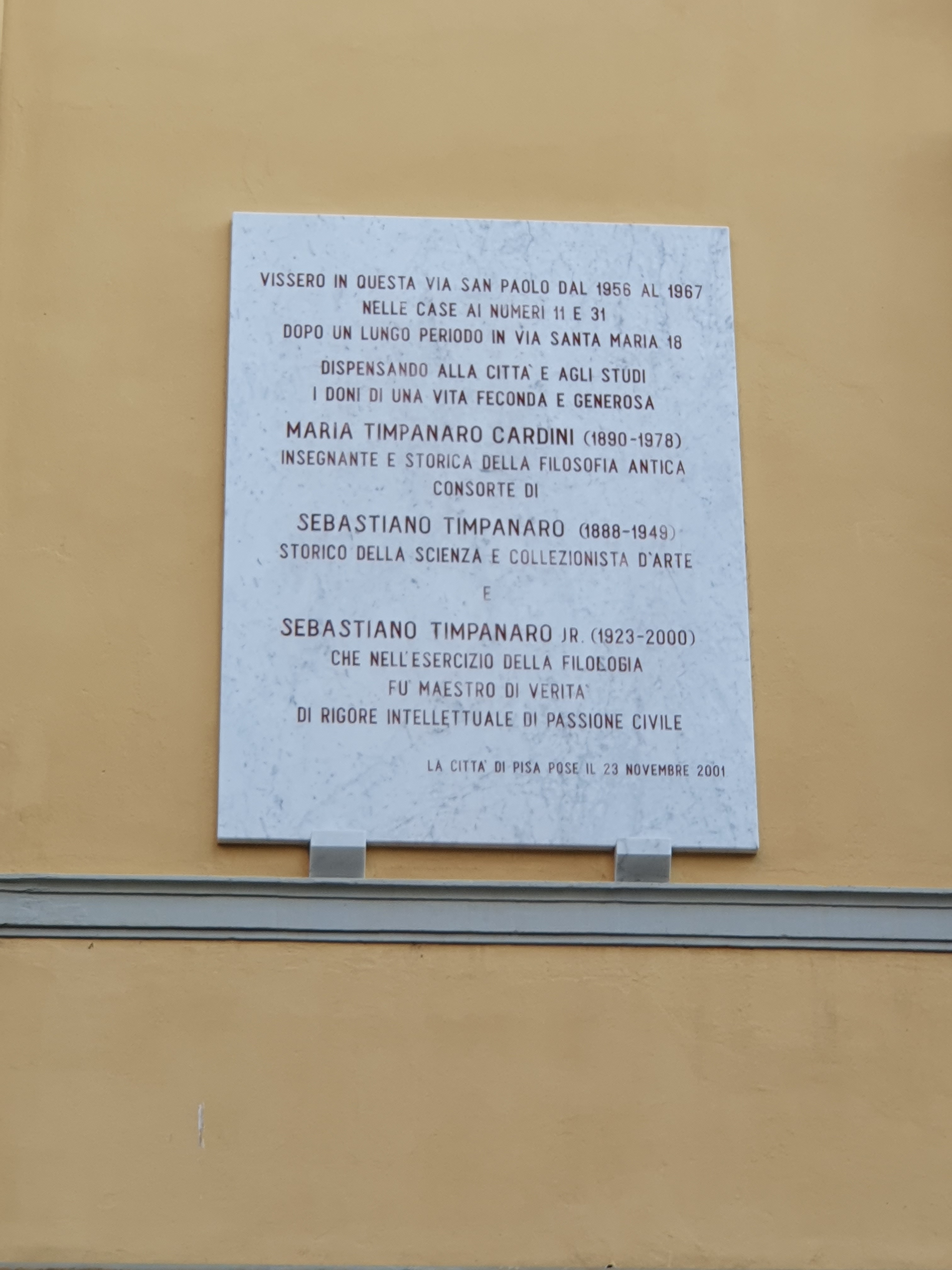
Lapide che commemora le vicine case di Pisa dove vissero Sebastiano Timpanaro senior, Maria Timpanaro Cardini e Sebastiano Timpanaro junior (Pisa, via San Paolo 13)

Laureatosi in fisica all'Università di Bologna, dove seguì, tra le altre, le lezioni di Federigo Enriques e Augusto Righi, si aprì alla cultura idealistica fondando nel 1914 la rivista "L'Arduo" (chiusa nel 1923), cui collaborarono, tra gli altri, Guido De Ruggiero, Piero Gobetti, Raffaele Pettazzoni, Luigi Russo, Adriano Tilgher. Partecipò alla prima guerra mondiale come sottotenente, ricevendo una medaglia d'argento al valor militare. Dopo la guerra sposò la filologa classica Maria Timpanaro Cardini dal matrimonio con la quale nascerà nel 1923 Sebastiano Timpanaro. Avverso al fascismo, perse il posto di assistente all'Istituto di fisica dell'Università di Parma e insegnò matematica presso scuole private fino al 1938, anno in cui il regime impose l'iscrizione al partito fascista; Timpanaro, nel dicembre del 1939, spinto da necessità economiche, fu costretto ad iscriversi al partito. Giovanni Gentile lo nominò nel 1941 direttore della appena fondata Domus Galilaeana, con la rassicurazione che nello statuto non risultasse che il direttore dovesse prestare il Giuramento di fedeltà al fascismo. Dopo la liberazione si iscrisse al Partito Socialista Italiano. Accanto all'attività scientifica coltivò gli studi letterari, curando l'edizione delle Opere di Galileo Galilei (2 voll., Milano, Rizzoli, 1936-38) e con recensioni su riviste quali "La Fiera Letteraria", "Pegaso", "Solaria", "Pan", "Letteratura".

## Opere principali
- Scritti liberisti, Napoli, Libreria della Diana, 1919
- Pagine di scienza, 2 voll., Milano, Mondadori, 1925-26
- Scritti di storia e critica della scienza, Firenze, Sansoni, 1952